# Wikidata
 (février 2023).
Wikidata est une base de connaissances librement améliorable, conçue pour centraliser les données utilisées par les différents projets du mouvement Wikimédia. Une mise à jour d'une fiche Wikidata se répercute automatiquement sur toutes les pages de projets Wikimédia qui y font appel. Plus largement, Wikidata est destiné à fournir une source commune de données objectives, telles que les dates de naissance de personnalités ou le produit intérieur brut des pays.

## Histoire
Le site a été ouvert aux premières contributions le 29 octobre 2012,. La création de ce projet a été financée par des dons de l'Allen Institute for Artificial Intelligence pour 50 %, la Gordon and Betty Moore Foundation et Google pour 25 % chacun, pour un montant total de 1,3 million d'euros,.

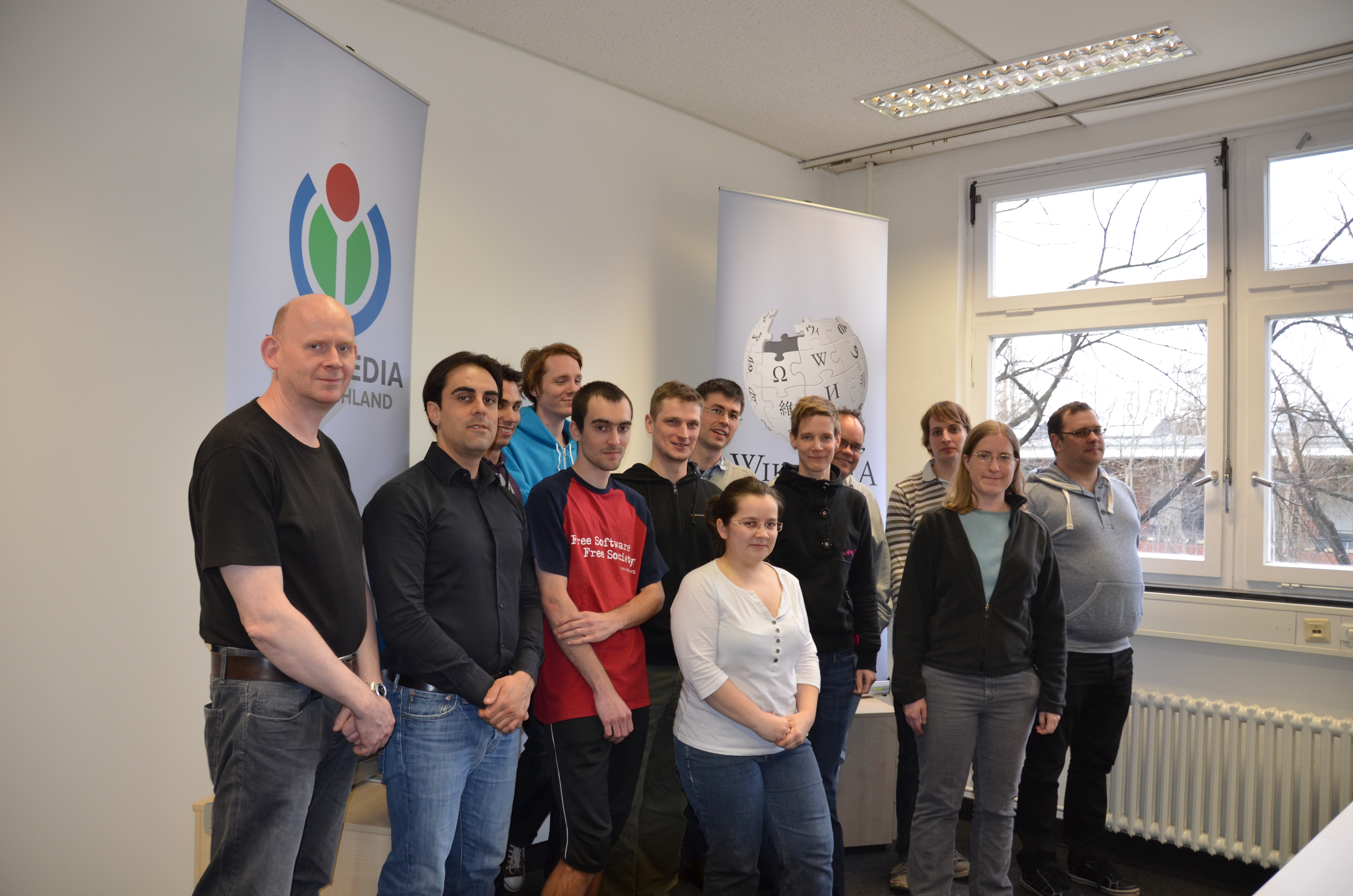
Équipe de développement de Wikidata en 2012.

Historiquement, Wikidata a été précédé par d'autres projets de base de données cherchant à exploiter les données de Wikipédia, DBpedia notamment a été largement utilisé pour l'extraction et le traitement de contenu de l'encyclopédie. Le concept a d'abord émergé du côté de Wikimedia Deutschland qui a pris en main le développement du projet jusqu'au déploiement, qui a été alors confié, ainsi que la maintenance, à la Fondation Wikimédia et à une équipe de huit développeurs dirigée par les deux fondateurs de Semantic MediaWiki, Denny Vrandečić et Markus Krötzsch.
Le déploiement de Wikidata s'est déroulé en trois phases :
1. Création de l'ensemble des fiches des articles des 280 Wikipédias en différentes langues ;
2. Ouverture à l'édition et à la création de données ;
3. Création automatique de listes et de graphiques exploitant les données, réutilisables dans les Wikipédias.

Wikidata a été présenté en février 2012 lors de la Semantic Tech & Business Conference. Son ouverture a été initialement annoncée au printemps 2013. Sa création s'inscrit dans un contexte de développement croissant du web sémantique, qui consiste en l'agrégation, l'analyse et l'utilisation de données éparses et permet ainsi de répondre à des requêtes complexes. WolframAlpha permet déjà ce type de réponses grâce au moteur de Mathematica et à sa base de données.
Il était prévu que la Wikipédia en hongrois soit la première à mettre en place l'utilisation des données de Wikidata dans Wikipédia. Cependant, avant ceci, le logiciel MediaWiki devait être mis à jour et un client spécifique à Wikidata devait être créé. Les premiers articles en hongrois ont commencé à exploiter Wikidata à la mi-janvier 2013.

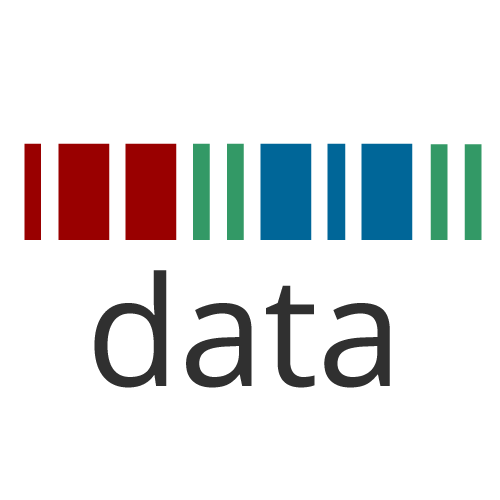
Logo original proposé en 2012 par Planemad.

Le logo, réalisé par Arun Ganesh sous le pseudonyme Planemad, a été sélectionné par la communauté internationale de Wikimédia lors d'un vote qui a eu lieu du 3 au 12 juillet 2012. Sur les 33 propositions, ce logo a reçu 89 votes favorables sur près de 1 000 votes. Le code-barres compose le mot « wiki » en morse.
Depuis juillet 2020, Abstract Wikipedia est un projet de la Fondation Wikimédia qui vise à créer une version indépendante d'une langue de Wikipédia, en utilisant des données structurées provenant de Wikidata.

## Organisation et fonctionnement

### Principes

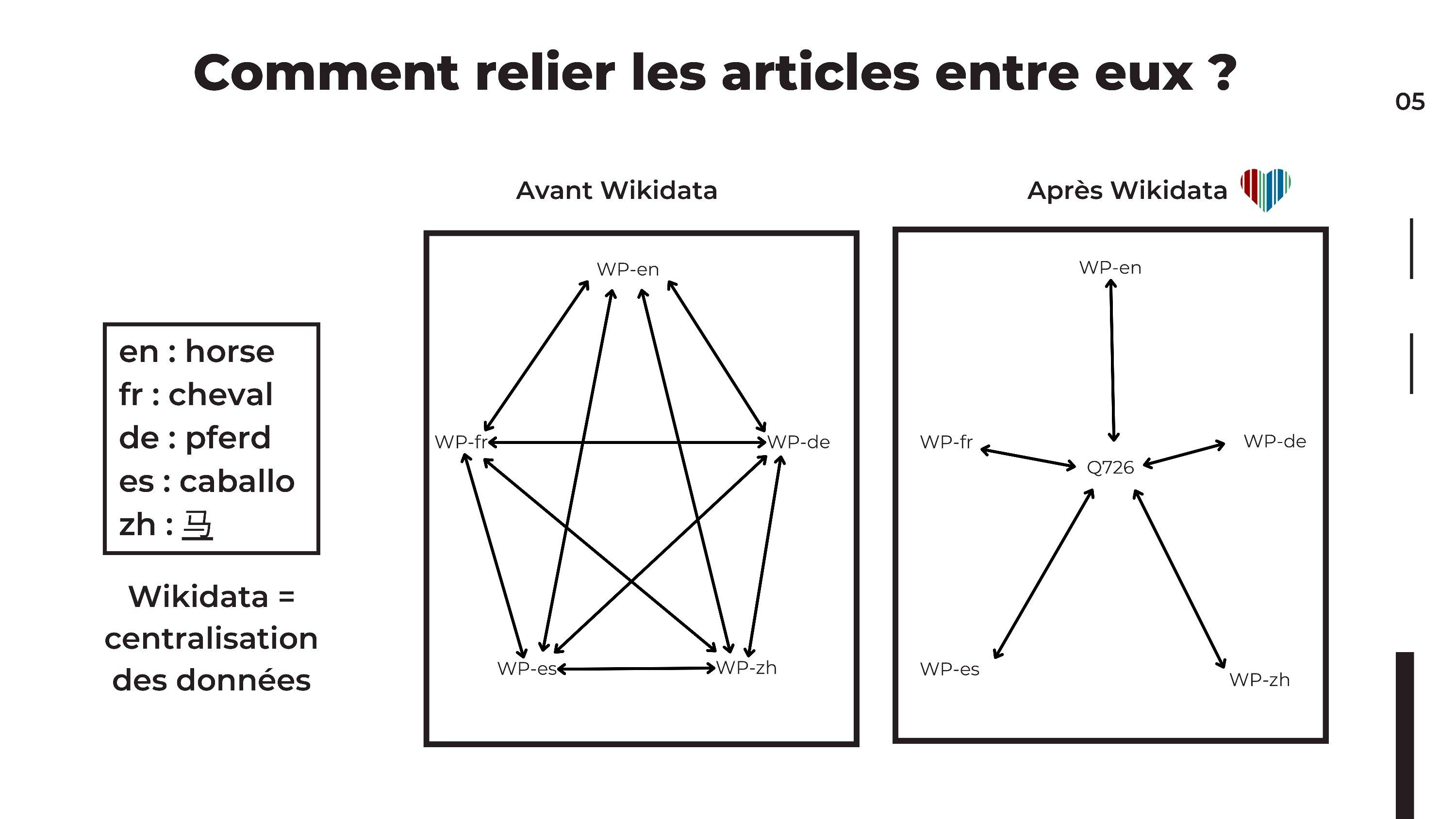
Liens inter-langue-wiki : avant après Wikidata

Wikidata est une collection de pages qui sont stockées dans une base de données orientée documents. Chaque page est constituée de données et de couples clé-valeur, particulièrement des liens vers d'autres pages, formant donc un ensemble de graphes sémantiquement structuré. L'ambition est de former un graphe de connaissance unique. Wikidata est propulsé par Wikibase, bibliothèque logicielle diffusée sous une licence libre.
Wikidata permet d'utiliser les données de son référentiel au sein des projets de la Fondation Wikimédia soit par ajouts spécifiques à la wikisyntaxe, soit en utilisant le langage Lua.

### Licence
Le contenu de Wikidata est protégé par la licence CC0.
Les textes publiés dans Wikipédia le sont sous licence Creative Commons - Partage dans les mêmes conditions 4.0 International (CC-BY-SA 4.0) et licence de documentation libre GNU (GFDL).

### Financement
Trois entités ont apporté un financement significatif au développement de Wikidata : l’Allen Institute for Artificial Intelligence (50 %), la Gordon and Betty Moore Foundation (25 %) et Google (25 %). Les deux premières partagent un cofondateur de Microsoft et d'Intel.

## Réception
En novembre 2014, Wikidata a reçu le Open Data Publisher Award de l'Open Data Institute « pour son ampleur et son ouverture intégrée ».
En décembre 2014, Google a annoncé qu'il fermerait Freebase au profit de Wikidata.
Depuis novembre 2018, les informations de Wikidata sont utilisées dans 58,4 % de tous les articles de Wikipédia en anglais, principalement pour des identifiants externes ou des emplacements de coordonnées. Au total, 64 % de toutes les pages de Wikipédia, 93 % de tous les articles de Wikivoyage, 34 % de tous les Wikiquotes, 32 % de tous les Wikisources et 27 % de tous les Wikimedia Commons contiennent des données de Wikidata. L'utilisation dans d'autres projets de la Fondation Wikimédia témoigne de l'intérêt de Wikidata.
En décembre 2020, les données de Wikidata étaient visualisées par au moins 20 autres outils externes et plus de 300 articles ont été publiés sur Wikidata.
L'ensemble de données structuré de Wikidata a été utilisé par des assistants virtuels tels que Siri d'Apple et Alexa d'Amazon.

## Exemples d'applications
- L'extension Mwnci peut importer des données de Wikidata vers des feuilles de calcul de LibreOffice Calc[23].
- En 2019, une revue systématique des usages de Wikidata a été publiée, pour faire un point sur la recherche portant sur Wikidata, sur les manières dont la littérature scientifique en parle, sur ses usages, et sur les perspective et les lacunes de recherches pour le futur[24] ; concluant à une recherche encore émergente mais en croissance, liée à un potentiel important de Wikidata, qui reste cependant (en 2019) utilisé que par quelques disciplines et avec un écart important entre la recherche et la pratique. Les études sont surtout faites par des chercheurs européens, et reflètent la distribution du contenu de Wikidata, limitant encore ses applications mondiales[24]. 
Il y a (en octobre 2019) des discussions sur l'utilisation des éléments QID par rapport à ce qu'on appelle les emoji QID[25].
- Wiki Explorer (Application pour Android) permet de découvrir des choses présentes autour de l'utilisateur et de micro-éditer Wikidata.
- KDE Itinerary (assistant de voyage open source soucieux de la confidentialité) utilise les données de Wikidata.
- Google a lancé un projet d'analyseur sémantique de trame visant à analyser les informations sur Wikipedia et à les transférer dans Wikidata en proposant des déclarations pertinentes à l'aide d'une intelligence artificielle[26].

## Risques
Selon TechCrunch, le fait que les données de Wikidata, publiées sous licence CC0, puissent être réutilisées par Google ou tout autre moteur de recherche, pourrait amener moins de consultations de Wikipédia du fait que les quelque 20 % des requêtes de Web sémantique pourraient être directement résolues par le moteur de Google.
Par ailleurs, d'après Mark Graham, la centralisation de données considérées comme « objectives » pourrait occasionner des problèmes jusque-là confinés aux articles de Wikipédia. Celui-ci explique que là où l'efficacité sera renforcée pour des données non polémiques comme « Tokyo est la capitale du Japon », les sujets plus polémiques comme la population d'Israël risquent de créer des débats localisés sur Wikidata, et dans une langue qui ne sera pas forcément comprise par les locuteurs du pays ou du sujet concerné en premier lieu.